# شعله ریکا
شعله ریکا (به ژاپنی: 烈火の炎 Rekka no Honō) نام یک مجموعه مانگا ژاپنی است که توسط نوبویوکی آنزای نوشته و به تصویر کشیده شده‌است، همچنین از این مانگا یک مجموعه تلویزیونی انیمه نیز اقتباس شده و در چهل و دو قسمت توسط استودیوی پیرو ساخته شده‌است که از ژوئیه ۱۹۹۷ تا ژوئیه ۱۹۹۸ در شبکهٔ فوجی تلویژن پخش شد.

## خلاصه داستان
داستان "شعلۀ رکا" ماجرای نوجوانی به نام رکا هانابیشی را روایت می‌کند که علاقه‌مند به نینجاهاست و خود را یک نینجا می‌داند. او اغلب درگیر حوادثی می‌شود، چون اعلام کرده هرکس بتواند او را شکست دهد، خدمت او را به عنوان یک نینجای وفادار به دست خواهد آورد. اما سرانجام، او به یانگی ساکوشیتا، دختری با توانایی ذاتی درمان زخم‌ها، به خاطر مهربانی‌اش وفادار می‌شود.
رکا به زودی متوجه می‌شود که توانایی کنترل آتش دارد و در ادامه می‌فهمد که در واقع پسر رهبر نسل ششم هوکاگه است، خاندان نینجایی که حدود ۴۰۰ سال پیش از زمان داستان در سال ۱۵۷۶ نابود شده بود.
نینجاهای هوکاگه از ابزارهای اسرارآمیز به نام مادوگو استفاده می‌کردند که به کاربرانشان توانایی‌های ویژه‌ای مانند کنترل عناصر یا تقویت مهارت‌های فیزیکی می‌دادند. اودا نوبوناگا در سال ۱۵۷۶ به هوکاگه حمله کرد تا این سلاح‌ها را به دست آورد.
در زمان حال داستان، کوران موری، شخصیت منفی اصلی، در جستجوی مادوگویی است که به او زندگی جاودانه ببخشد. او یانگی را می‌دزدد چون معتقد است قدرت درمانی او می‌تواند به جاودانگی‌اش کمک کند. این اتفاق باعث می‌شود رکا و دوستانش وارد تورنمنت اورا بوتو ساتسوجین شوند، رقابتی مرگبار میان جنگجویان صاحب مادوگو.
پس از پیروزی در این مسابقات، آنها متوجه می‌شوند موری قصد دارد تندو جیگوکو (بهشت و دوزخ) را به دست آورد؛ مادوگویی که گفته می‌شود به کاربرش زندگی ابدی می‌بخشد. آنها دوباره تلاش می‌کنند تا او را متوقف کنند.